# Miguel Calvo Rebollar
Miguel Calvo Rebollar (Soria, 1955) es un científico español, doctor en ciencias químicas por la Universidad de Zaragoza, y catedrático de Ciencia y Tecnología de los Alimentos en la misma universidad. Además de como docente e investigador en ese campo, es conocido por su faceta de divulgador científico, especialmente en el campo de la mineralogía.

## Biografía
Miguel Calvo Rebollar nació en Soria, España, en 1955. Se licenció en Ciencias Químicas en la Universidad de Zaragoza en 1978, doctorándose en 1983 en la misma universidad con una tesis dirigida por el Dr. Francisco Grande Covian. En abril de 1984 se incorporó como profesor ayudante en el Departamento de Tecnología y Bioquímica de los Alimentos de la Facultad de Veterinaria de la Universidad de Zaragoza. Entre 1985 y 1986 llevó a cabo una estancia postdoctoral de investigación en el Institut de Recherches Scientifiques sur le Cancer, en Villejuif (París), para estudiar el transporte de ácidos grasos ligados a proteínas. En 1986 obtuvo una plaza de profesor titular en la Universidad de Zaragoza, y en julio de 2006 la de catedrático de universidad.
En 1986 formó, como investigador principal, un grupo de investigación para estudiar las propiedades biológicas de las proteínas de la leche, especialmente de la lactoferrina y de la beta-lactoblobulina y el efecto del procesado sobre ellas, especialmente de cara a la preparación de alimentos para alimentación infantil. Obtuvo el premio Ordesa 1999 de la Sociedad Española de Gastroenterología, Hepatología y Nutrición Pediátrica por el estudio de la influencia del procesado térmico en alimentos infantiles. Ha desarrollado también técnicas de análisis inmunoquímico de las proteínas lácteas, que han dado lugar a siete patentes y a un proyecto de spin-off para la creación de la empresa Zeu-Inmunotec, que obtuvo el premio Idea-2001 del Instituto Aragonés de Fomento. En su labor investigadora ha dirigido 14 tesis doctorales y publicado más de cien artículos en revistas científicas.
Con motivo de la celebración del Año Internacional de la Tabla Periódica de los Elementos Químicos, organizó en el Museo de Ciencias Naturales de la Universidad de Zaragoza, como comisario, una exposición titulada Construyendo la Tabla Periódica, complementada con la publicación de un libro con el mismo título y con intervenciones seriadas, una sobre cada elemento o grupo, dentro del programa Ágora , de Aragón Radio.También actuó como comisario de la exposición temporal Una pizca de sal, en el Museo de Ciencias Naturales de la Universidad de Zaragoza, que tuvo lugar entre el 13 de noviembre de 2023 y el 3 de febrero de 2024.
Activo también en la investigación y en la divulgación del patrimonio minero y mineralógico, ha publicado un amplio conjunto de artículos y libros sobre este tema. Uno de ellos, Dinero no veían, solo fichas. El pago de salarios en las salitreras de Chile hasta 1925, obtuvo el premio Francisco Javier Ayala Carcedo. También ha reunido una colección de minerales españoles de unos 10.000 ejemplares, que ha utilizado para preparar los nueve volúmenes de la obra Minerales y minas de España. y el Atlas de minerales de España, publicado en colaboración con Christian Rewitzer.
Como divulgador científico, se ha mostrado como un crítico activo en los medios de comunicación de las pseudociencias y de los bulos alimentarios.

## Principales publicaciones
- Calvo Rebollar, Miguel. (1999). Bibliografía Fundamental de la Antigua Mineralogía y Minería Españolas. Libris, Madrid. 259 pags.
- Calvo Rebollar, Miguel. (2003) Minerales y Minas de España. Vol. I. Elementos. Museo de Ciencias Naturales de Alava. Vitoria. 156 págs.
- Calvo Rebollar, Miguel. (2003) Minerales y Minas de España. Vol. II. Sulfuros y sulfosales. Museo de Ciencias Naturales de Alava. Vitoria. 705 págs.
- Calvo Rebollar, Miguel. (2006). Minerales y Minas de España. Vol. III. Halogenuros. Museo de Ciencias Naturales de Álava. Vitoria. 267 págs.
- Calvo Rebollar, Miguel. (2008). Minerales de Aragón. Prames, Zaragoza. 463 págs.
- Calvo Rebollar, Miguel. (2009). Minerales y Minas de España. Vol. IV. Óxidos e hidróxidos. Escuela Técnica Superior de Ingenieros de Minas de Madrid. Fundación Gómez Pardo. 751 págs.
- Calvo Rebollar, Miguel. (2012). Minerales y Minas de España. Vol. V. Carbonatos y Nitratos. Boratos. Escuela Técnica Superior de Ingenieros de Minas de Madrid. Fundación Gómez Pardo. 711 págs.
- Calvo Rebollar, Miguel. (2014). Minerales y Minas de España. Vol. VI. Sulfatos (Seleniatos, Teluratos), Cromatos, Molibdatos y Wolframatos. Escuela Técnica Superior de Ingenieros de Minas de Madrid. Fundación Gómez Pardo. 653 págs.
- Calvo Rebollar, Miguel. (2015). Minerales y Minas de España. Vol. VII. Fosfatos, Arseniatos y Vanadatos. Escuela Técnica Superior de Ingenieros de Minas de Madrid. Fundación Gómez Pardo. 479 págs.
- Calvo Rebollar, Miguel. (2016). Minerales y Minas de España. Vol. VIII. Cuarzo y otros minerales de la sílice. Escuela Técnica Superior de Ingenieros de Minas de Madrid. Fundación Gómez Pardo. 399 págs.
- Calvo Rebollar, Miguel. (2018). Minerales y Minas de España. Vol. IX. Silicatos. Escuela Técnica Superior de Ingenieros de Minas de Madrid. Fundación Gómez Pardo. 767 págs.
- Calvo Rebollar, Miguel. (2018). Lo que el Ebro se llevó. Minas, trenes y barcos en la cuenca carbonífera de Mequinenza. Prames, Zaragoza. 201 págs.
- Calvo Rebollar, Miguel (2019). Construyendo la Tabla Periódica. Prames, Zaragoza, y Museo de Ciencias Naturales de la Universidad de Zaragoza. 407 págs.
- Calvo Rebollar, Miguel y Rewitzer, Christian (2022). Atlas de minerales de España. Atlas of Spanish minerals. Prames, Zaragoza. 384 págs.